# Goniothalamus longistylus
Goniothalamus longistylus este o specie de plante din genul Goniothalamus, familia Annonaceae, descrisă de Elmer Drew Merrill. Conform Catalogue of Life specia Goniothalamus longistylus nu are subspecii cunoscute.